# AIoT
인공지능 융합 기술(영어: AI Convergence Technology) 또는 AIoT(영어: Artificial Intelligence of Things)는 인공지능(AI) 기술과 사물인터넷(IoT) 인프라를 결합하여 사물인터넷 시스템의 효율성을 높이고, 인간과 기계의 상호 작용을 개선하며, 데이터 관리 및 분석을 향상시키는 기술이다.

## 개요

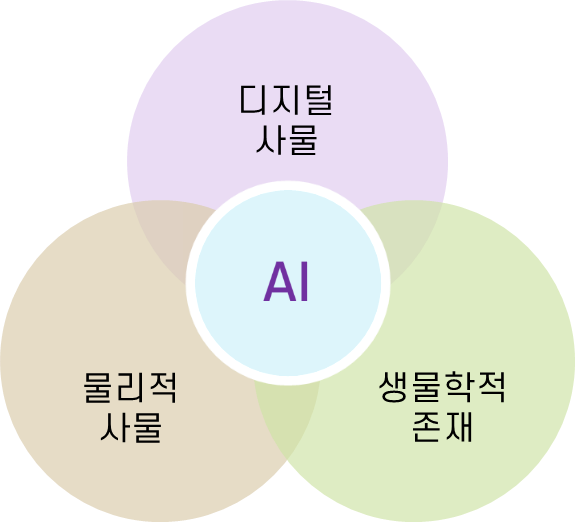
AIoT Concept(이재진, 2018)

AIoT는 인공지능 융합 기술(人工知能融合技術)과 동의어이다. 세상은 3차 산업혁명의 IT 시대에서, 4차 산업혁명의 AIoT 시대로 변화하고 있으며, 이 변화는 융합(融合)에 기반한 질적인 변화이다. AIot는 정보기술을 기반으로 연결성과 지능성을 확장하고 융합하는 과정에서 만들어지는 융합기술로서, 제4차 산업혁명을 대표하는 핵심기술이다. 주요 특징으로는 4차 산업혁명의 초연결성(Hyperconnectivity), 초지능성(Superintelligence), 그리고 초융합성(Hyperconvergence) 등이 있다.
"어떤 목적을 달성하거나 문제를 해결하기 위해 인공지능을 개발하여 물리적 사물, 디지털 사물 그리고 생물학적 존재에 탑재 또는 융합하고 활용하는데 필요한 기술과 역량 그리고 산업의 총체이다."
AIoT의 'Things', 즉 사물(事物)은 자동차나 로봇과 같은 물리적 사물뿐 아니라, 소프트웨어나 플랫폼 등의 디지털 사물, 그리고 사람과 동식물을 일컫는 생물학적 존재를 총칭한다.

## 사물지능
일반적으로 위에서 정의한 AIoT를 '인공지능 융합기술'을 지칭하는 용어로 사용할 경우 소통에 불편함이 없을 것이지만, 가끔은 AIoT를 간단하게 '사물지능(事物知能)'으로도 사용하는데, 이 경우 '인공지능 융합 기술'이 아니라, 다양한 사물에 탑재되어 작동되고 활용되는 인공지능 자체를 지칭하는 용어로 들릴 수 있기에 구분할 필요가 있다.
참고로, 이성호와 유영진은 《사물지능 혁명》이란 책에서 사물지능에 대하여 "사물인터넷(Internet of Things) 기술과 인공지능(Artificial Intelligence) 기술을 결합한 '사물지능'이 4차 산업혁명의 기술적 동인"이라고 정의한 바 있다.

## 기술

### 요소기술
AIoT의 제품과 서비스를 개발하는 데 필요한 요소기술은 크게 7가지로 인공지능, 네트워크, 애플리케이션, 사물인터넷, 데이터, 클라우드 컴퓨팅 그리고 엣지 컴퓨팅이다.

### 개발
'AI 융합 제품 및 서비스 개발을 위해 필요한 프로세스'는 한국사물지능협회에 따르면 다음과 같이 10단계로 정의되며, AIoT 관련 역량 향상과 관련 산업의 발전을 촉진하는 데 활용하고 있다.
- 인공지능 정의
- 아키텍처 설계
- 네트워크 구축
- 콤포넌트 구성
- 데이터 구축
- 데이터 전처리
- 인공지능 생성
- 인공지능 배포
- 성과 평가
- 지속적 개선

## IT와 AIoT의 비교
IT와 AIoT는 '3차 산업혁명의 IT 시대에서, 4차 산업혁명의 AIoT 시대로!'라는 말로 쉽게 비교할 수 있다. AIoT는 3차 산업혁명의 정보통신기술(IT)과 대비되고 제4차 산업혁명을 대표하는 용어로 사용될 수 있으며, 인공지능 융합 제품과 서비스를 개발하는 방법이나 프로세스, 그리고 AIoT가 작동되는 운영 환경 등을 포함하는 용어이다. 참고로, 이재진은 2011년 6월 8일 "지식과 정보의 시대를 넘어 융합시대를 개막하라"며 부가가치와 경쟁력은 융합기술에 있다고 주장한 바 있다.
또한, 4차 산업혁명에 대한 정의는 클라우스 슈바프가 의장으로 있던 2016년 세계 경제 포럼(WEF)에서 주창되었다.

## 컴퓨팅 사고와 인공지능 융합 사고 역량
AIoT의 제품과 서비스를 개발하는 데 필요한 기본 역량은 컴퓨팅 사고와 인공지능 융합 사고역량으로 볼 수 있으며, 이는 기반 문제해결 역량과 AIoT 기반 솔루션 도출역량으로 볼 수 있다.

## 같이 보기
- 사물인터넷
- 인공지능융합사고력
- 에지 컴퓨팅